# 敷き網

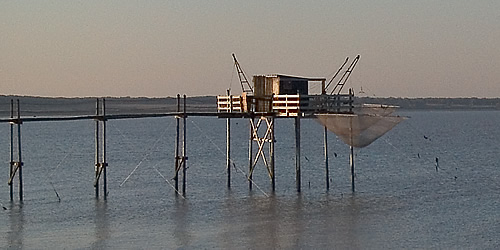
敷き網の例。

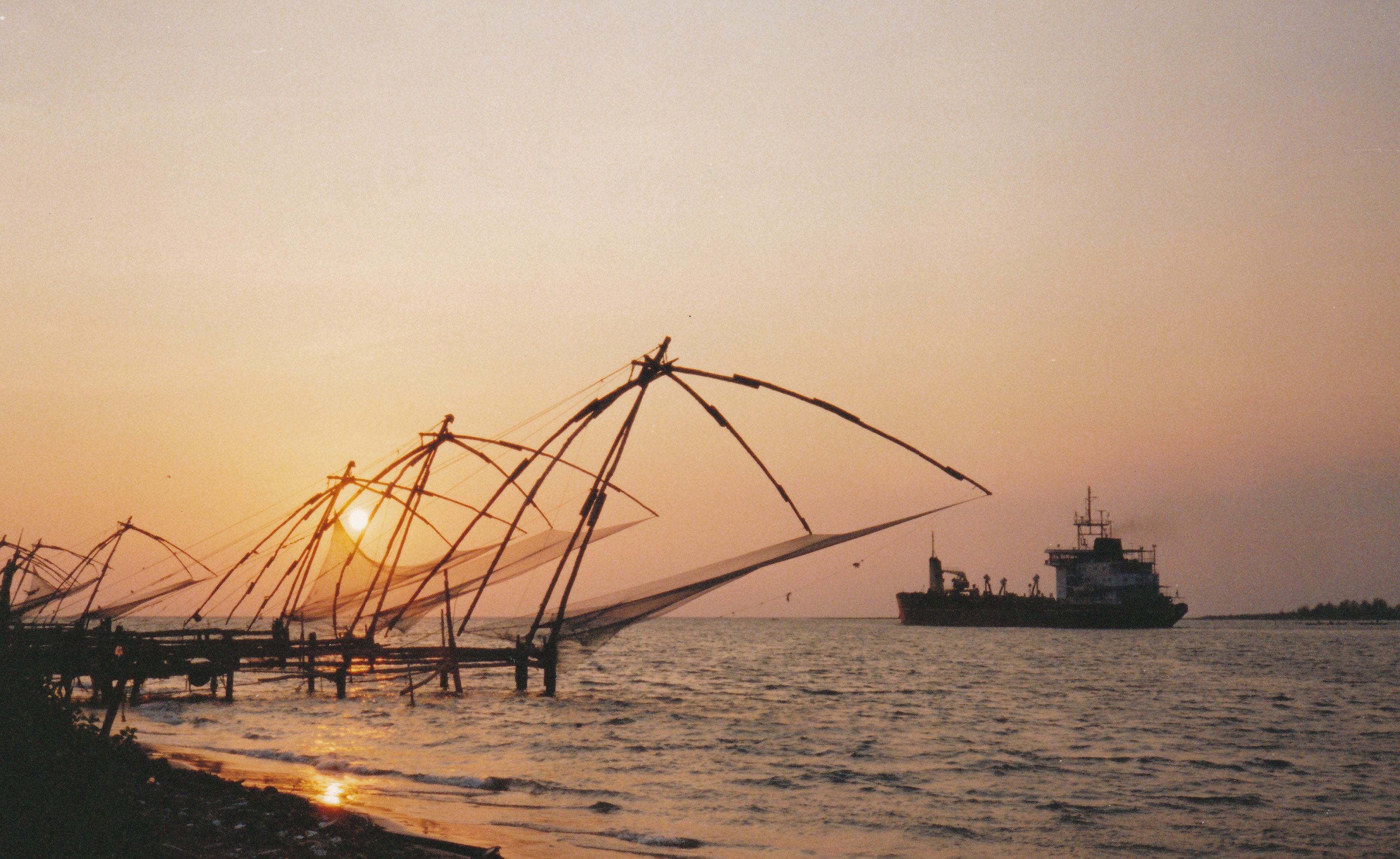
敷き網の例。

敷き網（しきあみ）は、網漁具の一種類。敷き網類は定置網のように1箇所に定置することをせず、また、引き網のように水中を引き回すこともせず、張った網を水面まですばやく引き上げることによって魚を捕獲する。このとき、網の周囲のふちを同じ速さで同じ高さに上げることが、魚群を逃がさぬ様にするために技術的に大切である。
敷き網類には、水面近くに水の流れを受けて、斜めに幕をたらしたように張る浮き敷き網類と、水底に網を広げてはっておく底敷き網類とがある。後者には小型のものでは川で用いられる四手網や、行動の鈍いカワハギなどを目的とする袋網があり、大型のものでは正方形の網の四隅を4隻の船で上げる四艘長網、さらに大型で船の数を増やした五艘張り、八艘はりなどと呼ばれるものもある。

## 敷き網漁船

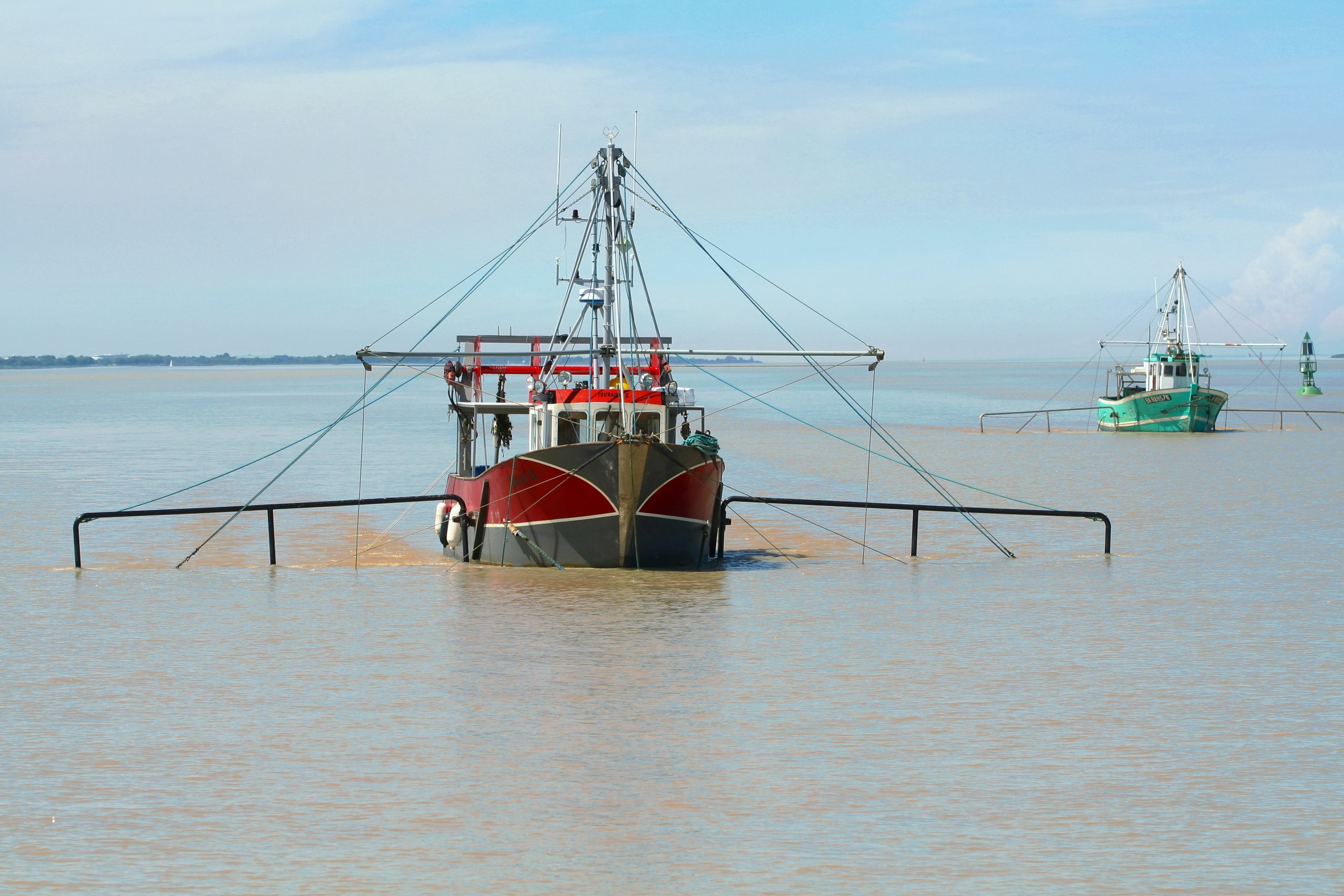
敷き網漁船の例。

敷き網漁船は、敷き網類を用いて操業する漁船である。四艘長網は漁船4隻を用いる。複数の漁船を使用する場合も網を上げるタイミングが重要で、網を上げる合図として以前は灯火信号を用いたが、無線通信によるものに変わってきた。設備が簡単で漁獲能率がよいので、第二次世界大戦後に特にさかんとなった。